# Puymangou
Puymangou korábbi község Franciaországban, Dordogne megyében. Lakosainak száma 69 fő (2018. január 1.).
2016. január 1-jén Saint-Aulaye korábbi községgel egyesült és az így létrejött Saint Aulaye-Puymangou új község része lett.

## Népesség
A település népességének változása:
| Lakosok száma | 134  | 147  | 98   | 99   | 101  | 92   | 95   | 96   | 70   | 69   |
|               | 1962 | 1968 | 1982 | 1990 | 1999 | 2008 | 2011 | 2013 | 2017 | 2018 |